# Український зональний науково-дослідний і проектний інститут по цивільному будівництву
Український зональний науково-дослідний і проектний інститут по цивільному будівництву «КиївЗНДІЕП» — один з найголовніших проєктних будівельних інститутів України. Займається дослідженнями у сфері архітектури, будівництва, реконструкції та спостереження за технічним станом будинків.

## Історія
У роки УРСР назвався Київський зональний науково-дослідний і проектний інститут експериментального проектування («зональний» відносно зони «Україна, Молдова, Кавказ»). Був створений у вересні 1963 року для дослідження експериментального будівництва та системного наукового підходу до будівництва «дослідження — експериментальне проєктування — будівництво», зокрема для розробки нових серій дев'ятиповерхових будинків як продовження хрущовської програми масового доступного житла.
У подальшому інститут освоїв монолітну технологію, по якої були створені перші такі будинки в Ялті. З 1990-х ключова структура з питань нормувань та стандартизації. Інститут бере участь у розробці ДБН Мінрегіонбуду України, зокрема ДБН В.1.1-12-2006 «Захист від небезпечних геологічних процесів, шкідливих експлуатаційних впливів, від пожежі. Будівництво у сейсмічних районах України», що стало наслідком одного з головних напрямків роботи: випробувань будівельних конструкцій у складних геологічних умовах. Крім того, у зв'язку із загальним трендом на стимулювання енергозаощадження більше уваги приділяється шляхам економії енергії.
НДІ має власний випробувальний комплекс — науково-дослідний інженерно-технічний центр «КиївЗНДІЕП» (проспект Соборності, 15/17). Внаслідок співробітництва с київським домобудівним комбінатом № 3 частина експериментальних зразків виготовлялася також його працівниками, а їхні інженери брали участь у розробці типових проєктів.
Сучасну назву отримав у 1994 році під час реорганізації у відкрите акціонерне товариство.
Керівниками інституту в різні роки були відомі фахівці будівельної галузі: Єлізаров В. Д. (1963—1964 рр.), Заваров О. І. (1964—1986 рр.), Касилов О. В. (1986—1988 рр.), Шевельов В. Б. (1988—2007 рр.).

## Проєкти інституту
Інститут грав ключову роль у створенні серійних проєктів українських панельних будинків; згідно з підрахунками самого інституту, біля 60 % типової забудови України періоду 1960—1980 років спроєктовано його працівниками, в Києві вони розробляли комплексні проєкти цілих районів: Теремки, Комсомольський масив, і навіть міст: Славутич для евакуйованих жителів Прип'яті, Енергодар для працівників Запорізької ТЕС. Можна виділити таки проєкти, як 96 серія будинків, серія 1-КГ-480, серія КТ, громадські проєкти готель «Київ», готель «Градецький» у Чернігові. Будинки проєктів КиївЗНДІЕПа будувалися у Ташкенті (мікрорайон Ц-7) після відомого землетрусу у 1966 році.